# Pulpit Friction
Pulpit Friction é o décimo oitavo episódio da vigésima quarta temporada de The Simpsons, estreado em 28 de abril de 2013.

## Enredo
Um novo ministro coloca a vida do Reverendo Lovejoy em uma crise. A cidade está infestada de percevejos, e Lovejoy não consegue lidar com este problema. Assim, um novo ministro é trazido para tentar acalmar as pessoas. Lovejoy descobre uma nova profissão, percebendo que ele é realmente muito bom em vender banheiras de água quente. As únicas pessoas que estão descontentes com o novo ministro são Bart e Flanders. Marge descobre que se equivocou trocando seu vestido de casamento com um dos trajes de Krusty.

## Recepção
Robert David Sullivan do The A.V. Club classificou o episódio com um "B", dizendo: "nada traz o melhor de Springfield como uma crise".

### Audiência
Em sua exibição original, o episódio foi assistido por 4,54 milhões de espectadores, recebendo 2.1 pontos de audiência, de acordo com o instituto de mediação Nielsen Ratings.